# Fréniches
Fréniches est une commune française située dans le département de l'Oise en région Hauts-de-France entre Noyon (Oise) et Ham (Somme).

## Géographie

### Description

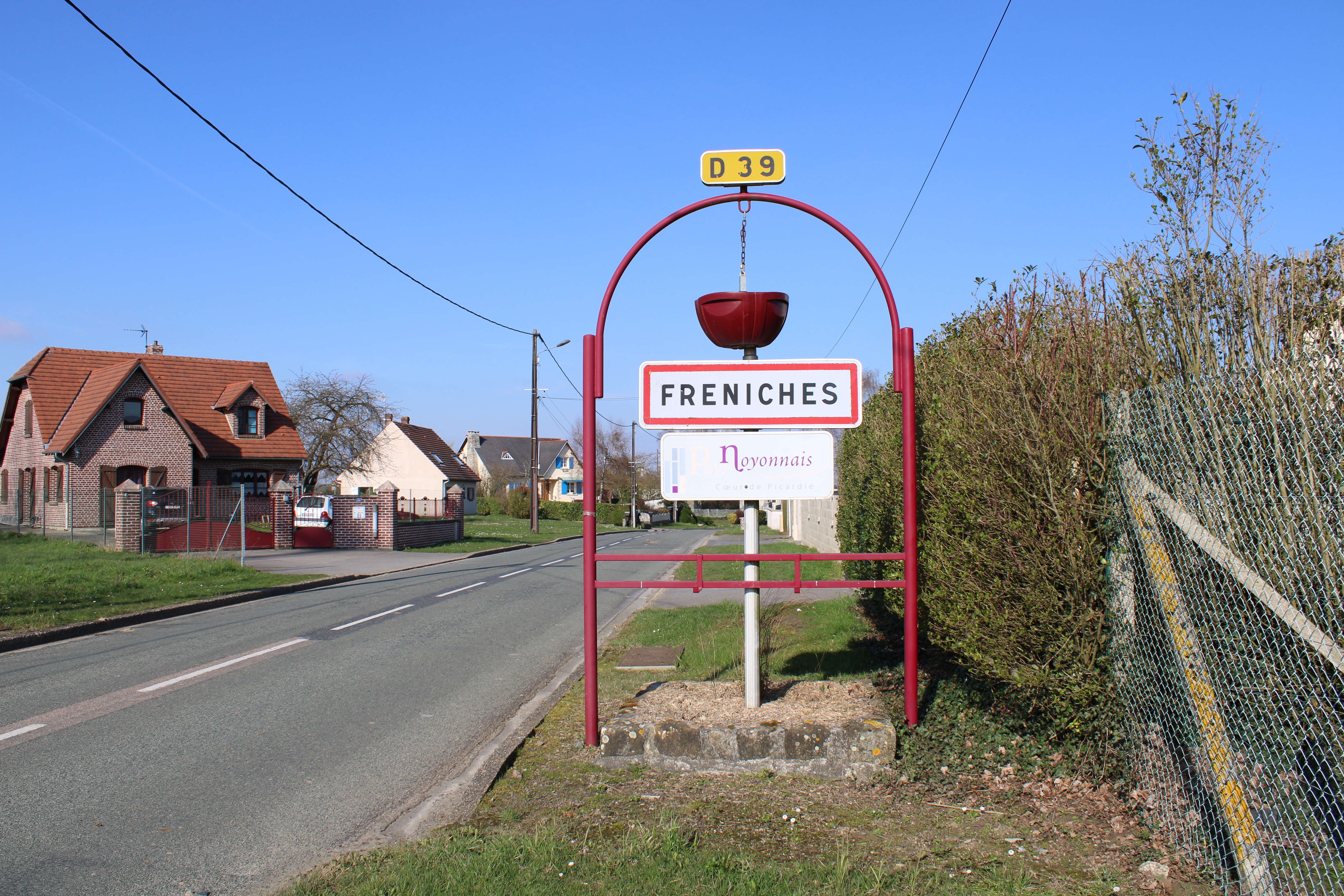
Entrée du village.

Fréniches est un village picard du Noyonnais situé dans le nord de l'Oise et limitrophe du département de la Somme, à 10 km à vol d'oiseau  au nord de Noyon, 31 km à l'est de Montdidier et 16 km de Roye, 12 km au sud-est de Nesle, 10 km au sud-ouest de Ham et 29 km de Saint-Quentin, et 22 km à l'ouest de Tergnier.
La commune se trouve dans l'aire d'attraction de Noyon et dans son bassin de vie, ainsi que dans la zone d'emploi de Compiègne

### Communes limitrophes
Les communes limitrophes sont  Esmery-Hallon, Frétoy-le-Château, Guiscard, Libermont et Muirancourt.

### Géologie et relief
La superficie de la commune est de 5,96 km2 ; son altitude varie de 69  à   110 mètres.
En 1850, Louis Graves décrivait le territoire communal comme « très boisé et coupé par différents ravins, dont. la direction générale a lieu vers le sud-est. Le village, placé au centre, est formé d'habitations agglomérées, disposées en quatre rues principales ».

### Hydrographie

#### Réseau hydrographique

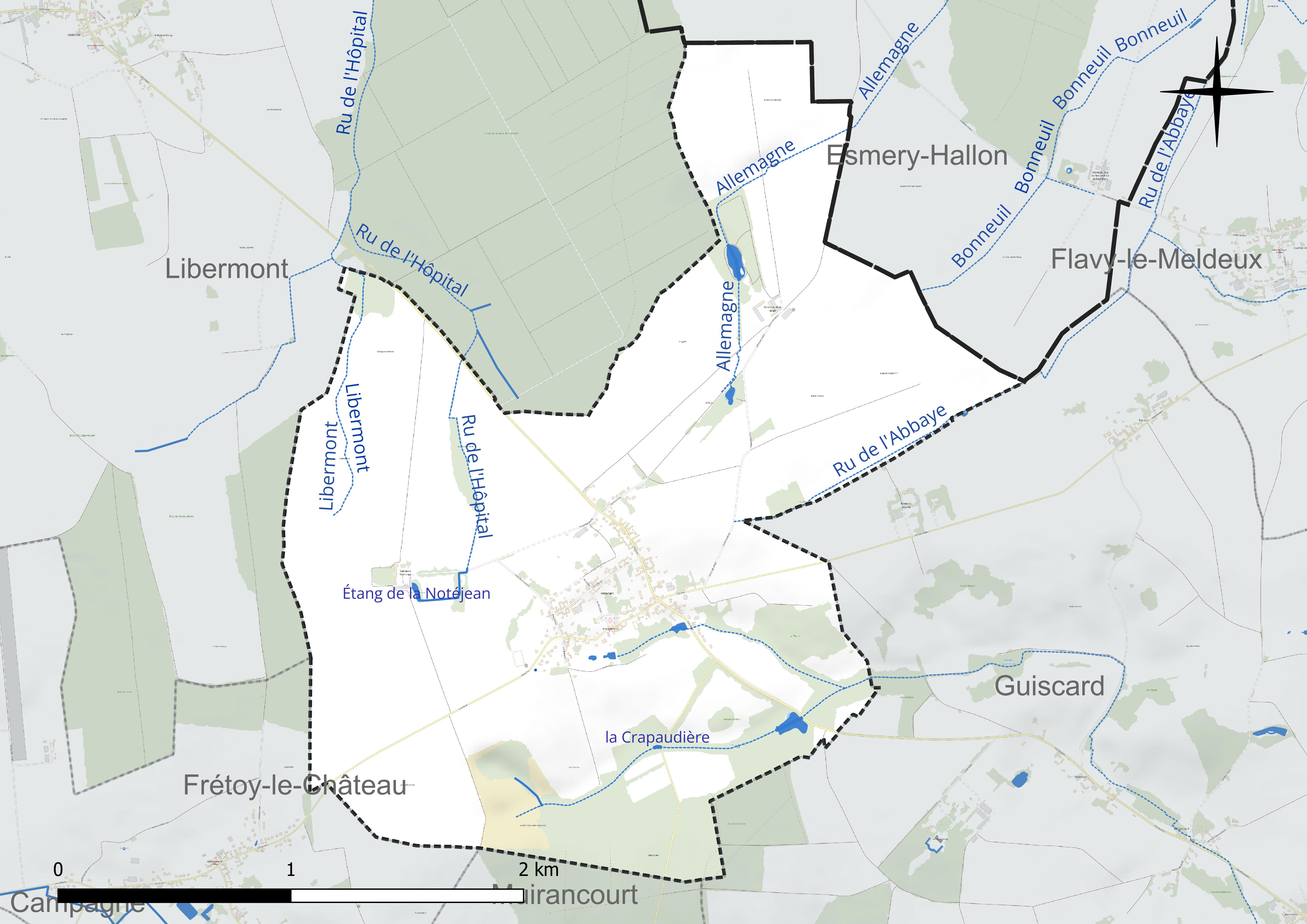
Réseau hydrographique de Fréniches.

La commune est traversée par la ligne de partage des eaux entre les bassins hydrographiques Artois-Picardie et Seine-Normandie. Elle est drainée par Allemagne, le fossé 04 de la commune de Guiscard, le Libermont, le ru de l'abbaye et le ru de l'hôpital,.
L'Allemagne, d'une longueur de 13 km, prend sa source dans la commune  et se jette  dans la Somme canalisée à Voyennes, après avoir traversé sept communes.
Deux plans d'eau complètent le réseau hydrographique : la Crapaudière (0 ha) et l'étang de la Notéjean (0,2 ha),.

#### Gestion et qualité des eaux
Le territoire communal est couvert par le schéma d'aménagement et de gestion des eaux (SAGE) « Sensée ». Ce document de planification concerne un territoire de 1 798 km2 de superficie, délimité par le bassin versant de la Haute Somme est constitué d'un réseau hydrographique complexe de cours d'eau, de marais, d'étangs et de canaux. Le périmètre a été arrêté le 21 avril 2006 et le SAGE proprement dit a été approuvé le 15 juin 2017. La structure porteuse de l'élaboration et de la mise en œuvre est le syndicat mixte d'aménagement hydraulique du bassin versant de la Somme (AMEVA).
La qualité des cours d'eau peut être consultée sur un site dédié géré par les agences de l'eau et l'Agence française pour la biodiversité.

### Climat
Pour des articles plus généraux, voir Climat des Hauts-de-France et Climat de l'Oise.
En 2010, le climat de la commune est de type climat océanique dégradé des plaines du Centre et du Nord, selon une étude du CNRS s'appuyant sur une série de données couvrant la période 1971-2000. En 2020, Météo-France publie une typologie des climats de la France métropolitaine dans laquelle la commune est exposée à un climat océanique et est dans la région climatique Nord-est du bassin Parisien, caractérisée par un ensoleillement médiocre, une pluviométrie moyenne régulièrement répartie au cours de l'année et un hiver froid (3 °C).
Pour la période 1971-2000, la température annuelle moyenne est de 10,4 °C, avec une amplitude thermique annuelle de 14,6 °C. Le cumul annuel moyen de précipitations est de 708 mm, avec 11,5 jours de précipitations en janvier et 8,8 jours en juillet. Pour la période 1991-2020, la température moyenne annuelle observée sur la station météorologique la plus proche, située sur la commune de Chauny à 17 km à vol d'oiseau, est de 11,1 °C et le cumul annuel moyen de précipitations est de 709,9 mm,. Pour l'avenir, les paramètres climatiques de la commune estimés pour 2050 selon différents scénarios d'émission de gaz à effet de serre sont consultables sur un site dédié publié par Météo-France en novembre 2022.

## Urbanisme

### Typologie
Au 1er janvier 2024, Fréniches est catégorisée commune rurale à habitat dispersé, selon la nouvelle grille communale de densité à sept niveaux définie par l'Insee en 2022.
Elle est située hors unité urbaine. Par ailleurs la commune fait partie de l'aire d'attraction de Noyon, dont elle est une commune de la couronne,. Cette aire, qui regroupe 38 communes, est catégorisée dans les aires de moins de 50 000 habitants,.

### Occupation des sols

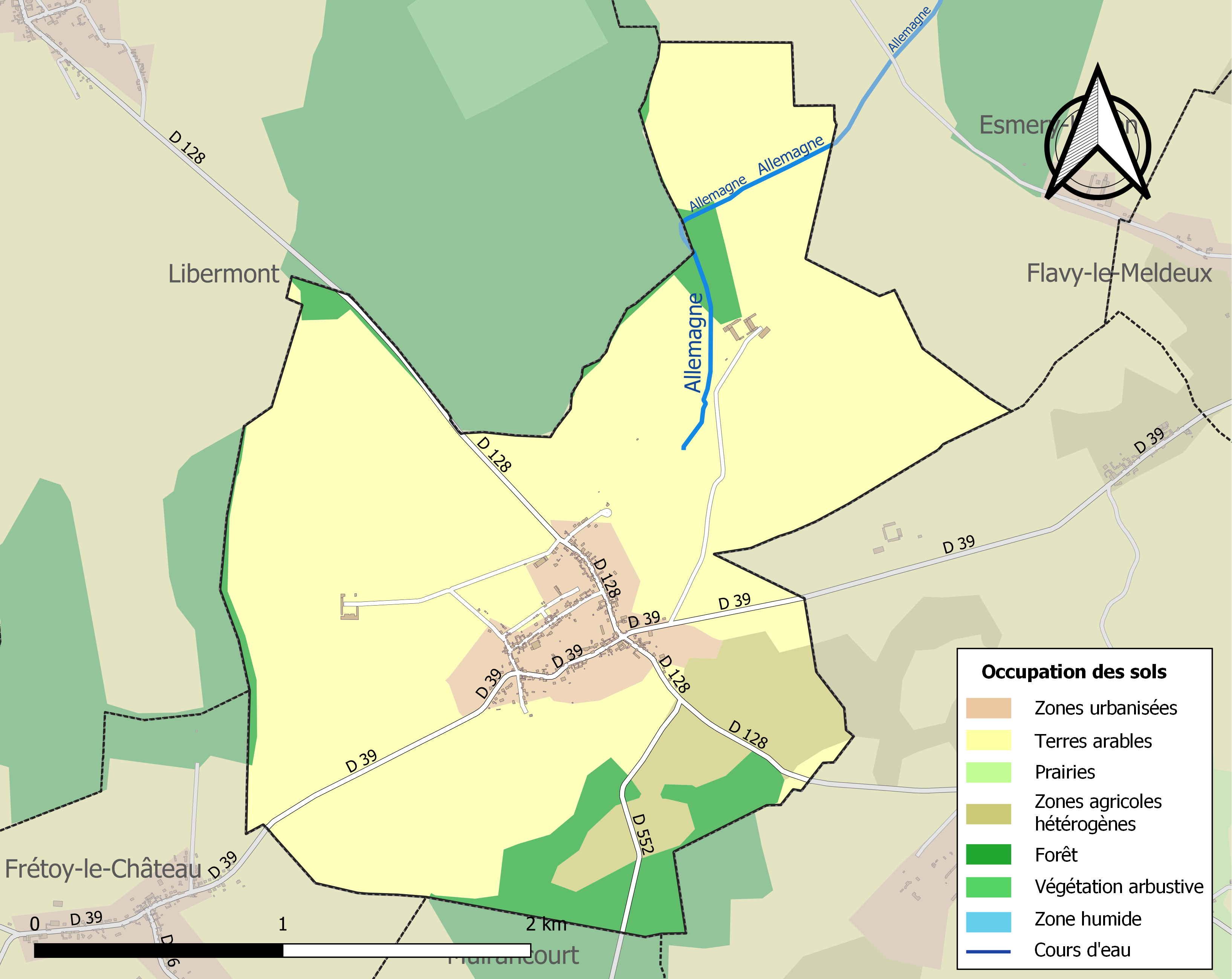
Carte des infrastructures et de l'occupation des sols de la commune en 2018 (CLC).

L'occupation des sols de la commune, telle qu'elle ressort de la base de données européenne d'occupation biophysique des sols Corine Land Cover (CLC), est marquée par l'importance des territoires agricoles (84,5 % en 2018), une proportion identique à celle de 1990 (84,5 %).
La répartition détaillée en 2018 est la suivante : terres arables (76,9 %), forêts (8,5 %), zones agricoles hétérogènes (7,6 %), zones urbanisées (7,1 %).
L'évolution de l'occupation des sols de la commune et de ses infrastructures peut être observée sur les différentes représentations cartographiques du territoire : la carte de Cassini (XVIIIe siècle), la carte d'état-major (1820-1866) et les cartes ou photos aériennes de l'IGN pour la période actuelle (1950 à aujourd'hui).

### Lieux-dits, hameaux et écarts
Le territoire communal compte plusieurs fermes isolées, la Ferme de Fréniches et celle de Bois-Brulé, déjà mentionnées au XIXe siècle. et représentées sur des cartes postales du début du XXe siècle, ainsi que la ferme du Rouvrel.

### Habitat et logement
En 2021, le nombre total de logements dans la commune était de 176, alors qu'il était de 175 en 2016 et de 161 en 2011.
Parmi ces logements, 77,3 % étaient des résidences principales, 10,8 % des résidences secondaires et 11,9 % des logements vacants. Ces logements étaient pour 98,3 % d'entre eux des maisons individuelles et pour 1,7 % des appartements.
Le tableau ci-dessous présente la typologie des logements à Fréniches en 2021 en comparaison avec celle de l'Oise et de la France entière. Une caractéristique marquante du parc de logements est ainsi une proportion de résidences secondaires et logements occasionnels (10,8 %) supérieure à celle du département (2,4 %) et à celle de la France entière (9,7 %).
| Typologie                                               | Fréniches | Oise | France entière |
| ------------------------------------------------------- | --------- | ---- | -------------- |
| Résidences principales (en %)                           | 77,3      | 90,5 | 82,2           |
| Résidences secondaires et logements occasionnels (en %) | 10,8      | 2,4  | 9,7            |
| Logements vacants (en %)                                | 11,9      | 7    | 8,1            |

### Voies de communication et transports
Le village est aisément accessible depuis l'ancienne route nationale 32 (actuelle RD 932).
La commune est desservie, en 2023, par les lignes 676 et 6308 du réseau interurbain de l'Oise.

## Toponymie
La localité a été dénommée Freniche, Fresniches, Frenisches (Frenisciæ, Fresnischa).
Peut-être du latin fraxinus « frêne » et du suffixe -icia qui aurait un sens collectif « ensemble de frênes ».

## Histoire

### Moyen Âge
Le couvent de Sainte-Marie de Soissons, propriétaire de la terre de Fréniche, la cède en 1125, à Raoul de Nesle, qui l'intègre dans la seigneurie de Nesle.
Fréniches est protégé par un château-fort important, où le roi Philippe le Bel dort le 9 mai 1301, lorsqu'il se rend de Paris en Flandre. Les restes de ce château sont détruits au début du XIXe siècle.

### Temps modernes
Selon Louis Graves, « Fréniches était une des quatre baronnies qui dépendaient du marquisat de Nesle; elle lui fut réunie en janvier 1545, lors de l'érection de ce marquisat en faveur de Louis de Saint-Maure, comte de Nesle et de Joigny ».
Sous l'Ancien Régime, la paroisse relevait du bailliage de Chauny, de l'élection de Noyon et de l'intendance de Soissons. Au spirituel, elle relevait du diocèse de Noyon et du doyenné de Noyon.

### Époque contemporaine
En 1850, Fréniches dispose d'une école, d'un jeu d'arc et de pâtures communales. On y fabrique des toiles et des sabots et la plupart des habitants sont dos bûcherons ou des cultivateurs.

Fréniches au tout début du XXe siècle
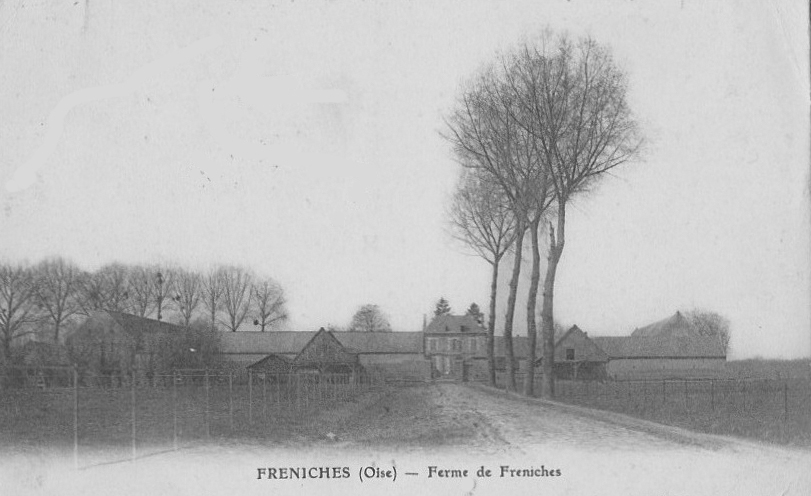
La ferme de Fréniches
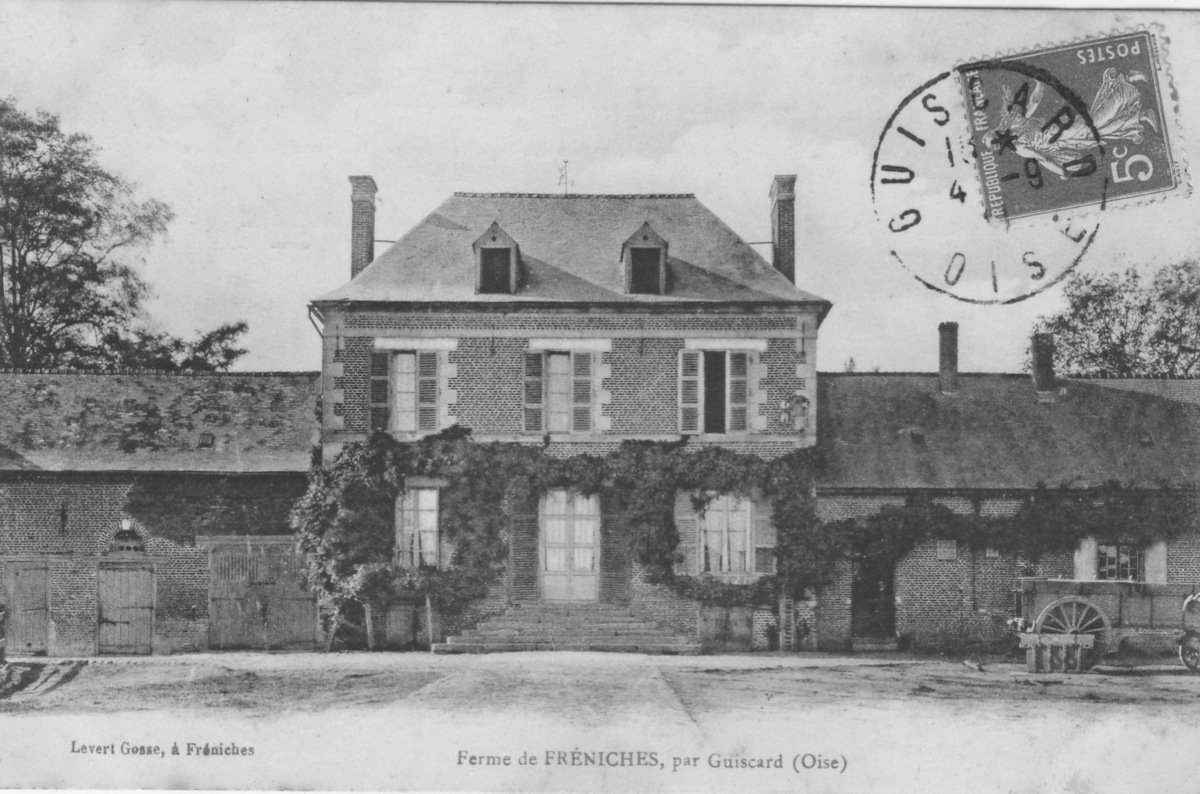
La ferme de Fréniches
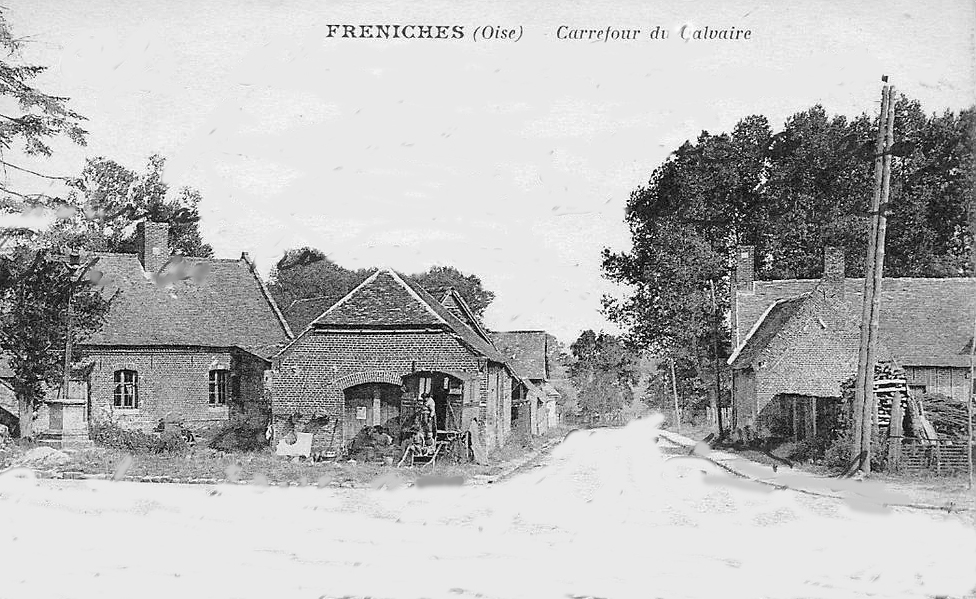
Carrefour du calvaire
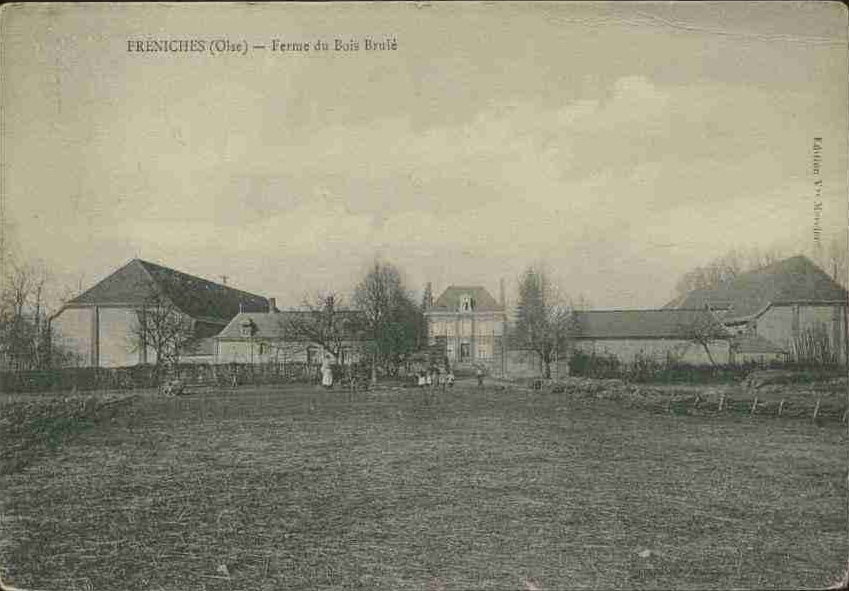
Ferme du Bois-Brûlé

#### Première Guerre mondiale
Le village est considéré comme détruit à la fin de la Première Guerre mondiale et a  été décoré de la Croix de guerre 1914-1918, le 15 février 1921.

Fréniches en 1917
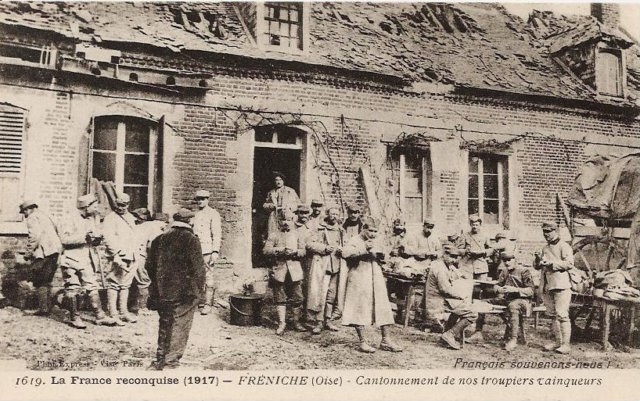
Cantonnement de nos troupiers vainqueurs Noter le toit détruit.
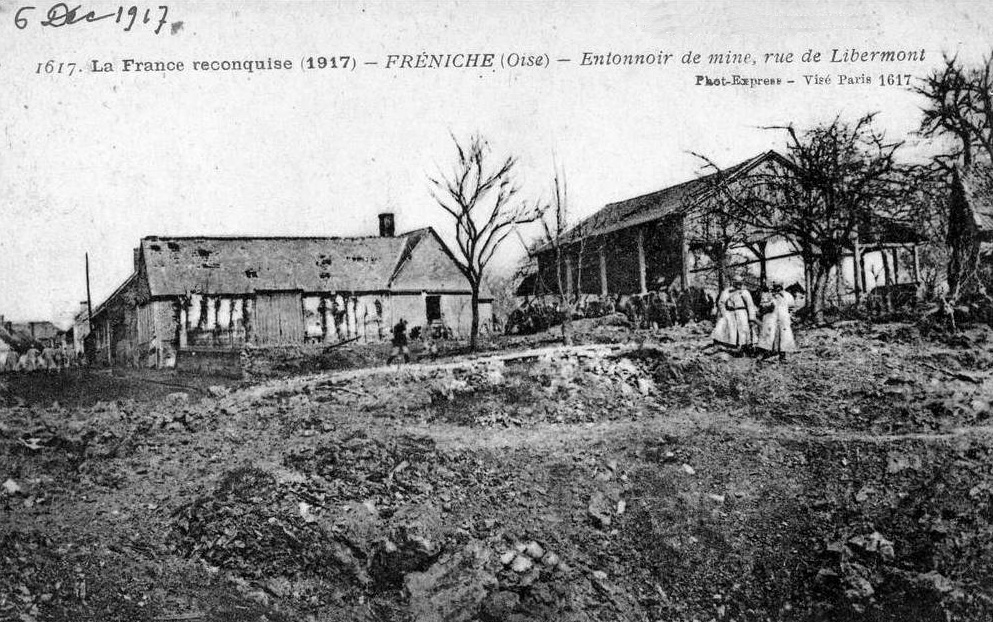
Entonnoir de mine, rue de Libermont

## Politique et administration

### Rattachements administratifs et électoraux

#### Rattachements administratifs
La commune se trouve dans l'arrondissement de Compiègne du département de l'Oise.
Elle faisait partie depuis 1802 du canton de Guiscard. Dans le cadre du redécoupage cantonal de 2014 en France, cette circonscription administrative territoriale a disparu, et le canton n'est plus qu'une circonscription électorale.

#### Rattachements électoraux
Pour les élections départementales, la commune fait partie depuis 2014 du canton de Noyon
Pour l'élection des députés, elle fait partie de la sixième circonscription de l'Oise.

### Intercommunalité
Fréniches est membre de la communauté de communes du Pays Noyonnais, un établissement public de coopération intercommunale (EPCI) à fiscalité propre créé en 1994 sous le statut de SIVOM, puis communauté de communes en 1994 sous le nom de communauté de communes de la haute vallée de l'Oise, et auquel la commune a transféré un certain nombre de ses compétences, dans les conditions déterminées par le code général des collectivités territoriales.

### Liste des maires
| Période                                  | Période                         | Identité                  | Étiquette | Qualité                                                                       |
| ---------------------------------------- | ------------------------------- | ------------------------- | --------- | ----------------------------------------------------------------------------- |
| Les données manquantes sont à compléter. |                                 |                           |           |                                                                               |
|                                          |                                 |                           |           |                                                                               |
|                                          | juin 1915                       | Maurice Goutière          |           | Mort le 3 juin 1915 de ses blessures reçues à Roclincourt Mort pour la France |
|                                          |                                 |                           |           |                                                                               |
| avant 1962                               |                                 | Roger Depinois            |           |                                                                               |
|                                          |                                 |                           |           |                                                                               |
| mars 2001                                | 2008                            | James Gosse               |           |                                                                               |
| mars 2008                                | 2014                            | Graziella Segoni-Monteiro |           | Enseignante                                                                   |
| 2014                                     | En cours (au 13 septembre 2020) | Christophe Doisy          |           | Menuisier / ébéniste Réélu pour le mandar 2020-2026                           |

## Équipements et services publics

### Culture
Corentin Soleilhavoup  et l'associatuon Yapluk'A, ont rénové une maison en 2020 afin d'y aménager un tiers-lieu de spectacles de musique et comédie, d'accueil d'artistes en résidence, voire d'ateliers de partage de savoir-faire,,.

## Population et société

### Démographie

#### Évolution démographique
L'évolution du nombre d'habitants est connue à travers les recensements de la population effectués dans la commune depuis 1793. Pour les communes de moins de 10 000 habitants, une enquête de recensement portant sur toute la population est réalisée tous les cinq ans, les populations de référence des années intermédiaires étant quant à elles estimées par interpolation ou extrapolation. Pour la commune, le premier recensement exhaustif entrant dans le cadre du nouveau dispositif a été réalisé en 2005.

En 2022, la commune comptait 326 habitants, en évolution de −6,59 % par rapport à 2016 (Oise : +0,87 %, France hors Mayotte : +2,11 %).
| 1793 | 1800 | 1806 | 1821 | 1831 | 1836 | 1841 | 1846 | 1851 |
| ---- | ---- | ---- | ---- | ---- | ---- | ---- | ---- | ---- |
| 206  | 386  | 452  | 443  | 466  | 481  | 506  | 463  | 467  |

| 1856 | 1861 | 1866 | 1872 | 1876 | 1881 | 1886 | 1891 | 1896 |
| ---- | ---- | ---- | ---- | ---- | ---- | ---- | ---- | ---- |
| 434  | 445  | 414  | 405  | 406  | 394  | 392  | 407  | 405  |

| 1901 | 1906 | 1911 | 1921 | 1926 | 1931 | 1936 | 1946 | 1954 |
| ---- | ---- | ---- | ---- | ---- | ---- | ---- | ---- | ---- |
| 412  | 397  | 370  | 297  | 334  | 282  | 245  | 249  | 245  |

| 1962 | 1968 | 1975 | 1982 | 1990 | 1999 | 2005 | 2006 | 2010 |
| ---- | ---- | ---- | ---- | ---- | ---- | ---- | ---- | ---- |
| 214  | 223  | 213  | 208  | 220  | 252  | 286  | 294  | 325  |

| 2015 | 2020 | 2022 | - | - | - | - | - | - |
| ---- | ---- | ---- | - | - | - | - | - | - |
| 347  | 332  | 326  | - | - | - | - | - | - |

#### Pyramide des âges
La population de la commune est relativement jeune.
En 2018, le taux de personnes d'un âge inférieur à 30 ans s'élève à 37,7 %, soit au-dessus de la moyenne départementale (37,3 %). À l'inverse, le taux de personnes d'âge supérieur à 60 ans est de 15,3 % la même année, alors qu'il est de 22,8 % au niveau départemental.
En 2018, la commune comptait 179 hommes pour 164 femmes, soit un taux de 52,19 % d'hommes, largement supérieur au taux départemental (48,89 %).
Les pyramides des âges de la commune et du département s'établissent comme suit.
| Hommes | Classe d’âge | Femmes |
| ------ | ------------ | ------ |
| 0,6    | 90 ou +      | 1,3    |
| 5,2    | 75-89 ans    | 5,7    |
| 9,2    | 60-74 ans    | 8,8    |
| 24,9   | 45-59 ans    | 20,1   |
| 22,5   | 30-44 ans    | 26,4   |
| 16,2   | 15-29 ans    | 15,7   |
| 21,4   | 0-14 ans     | 22,0   |

| Hommes | Classe d’âge | Femmes |
| ------ | ------------ | ------ |
| 0,5    | 90 ou +      | 1,4    |
| 5,5    | 75-89 ans    | 7,6    |
| 15,6   | 60-74 ans    | 16,3   |
| 20,8   | 45-59 ans    | 20     |
| 19,4   | 30-44 ans    | 19,4   |
| 17,6   | 15-29 ans    | 16,2   |
| 20,6   | 0-14 ans     | 19,1   |

### Manifestations culturelles et festivités
La 4e édition du festival des Arts de la rue « les Mots en l'air » organisée  par l'association Yapluk'A a eu lieu en juillet 2022.

## Culture locale et patrimoine

### Lieux et monuments
- L'église de l'Assomption Notre-Dame, constituée d'une haute nef en grès longue de trois travées romanes, et qui date de la fin du XIIe siècle, et d'un  chœur d'une travée, terminé par une abside à cinq pans, construit après la nef en grès et briques. Des courts  bas-côtés en brique ont été rajoutés aux XVIe et XVIIe siècles.
À l'intérieur se trouvent deux petits autels secondaires du XVIIIe siècle et l'ancien retable du maître autel, de la même époque, et comportant une représentation de l'Assomption de la Vierge, maintenant installé au-dessus de l'arc triomphal[41]

- Le monument aux morts

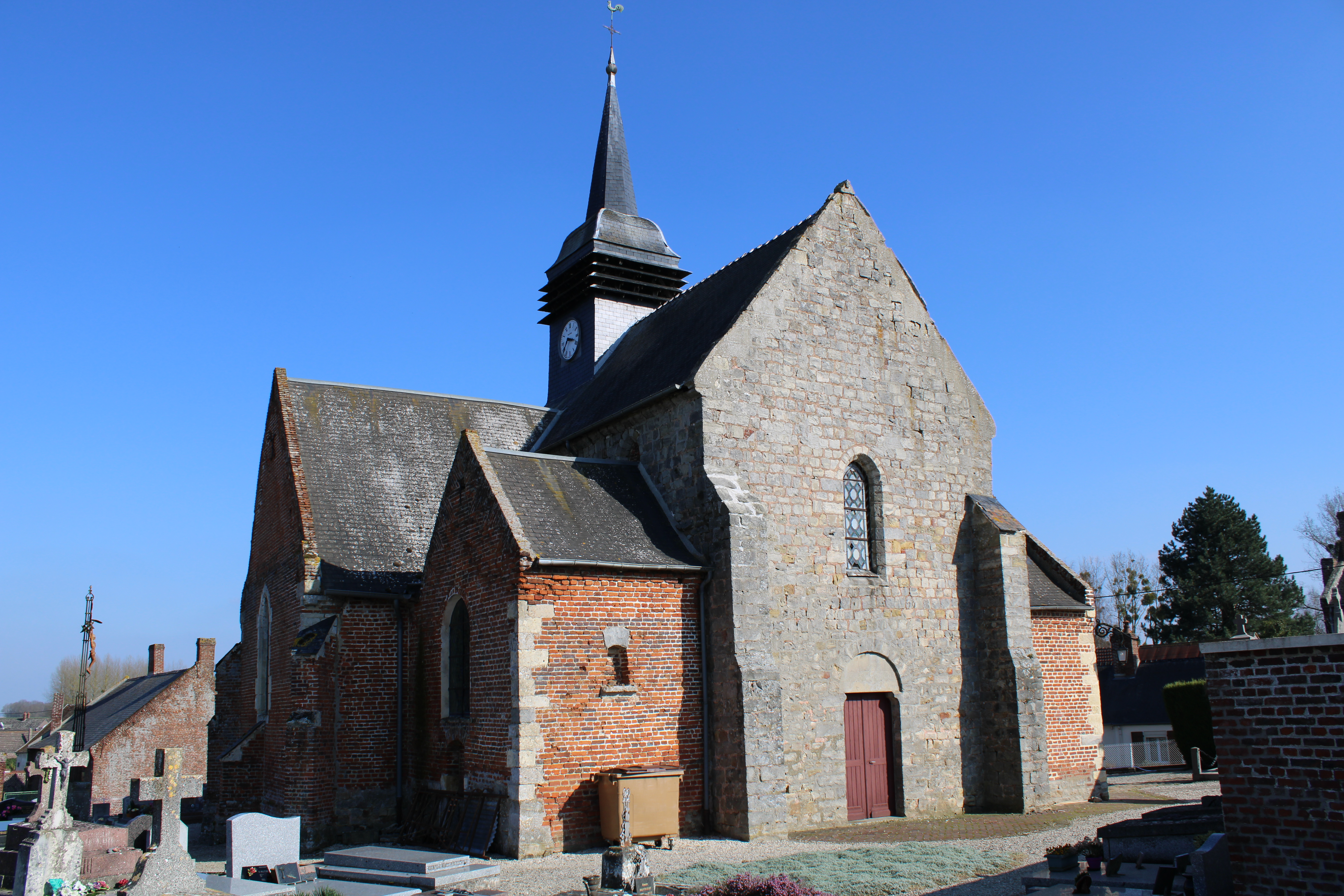
L'église.
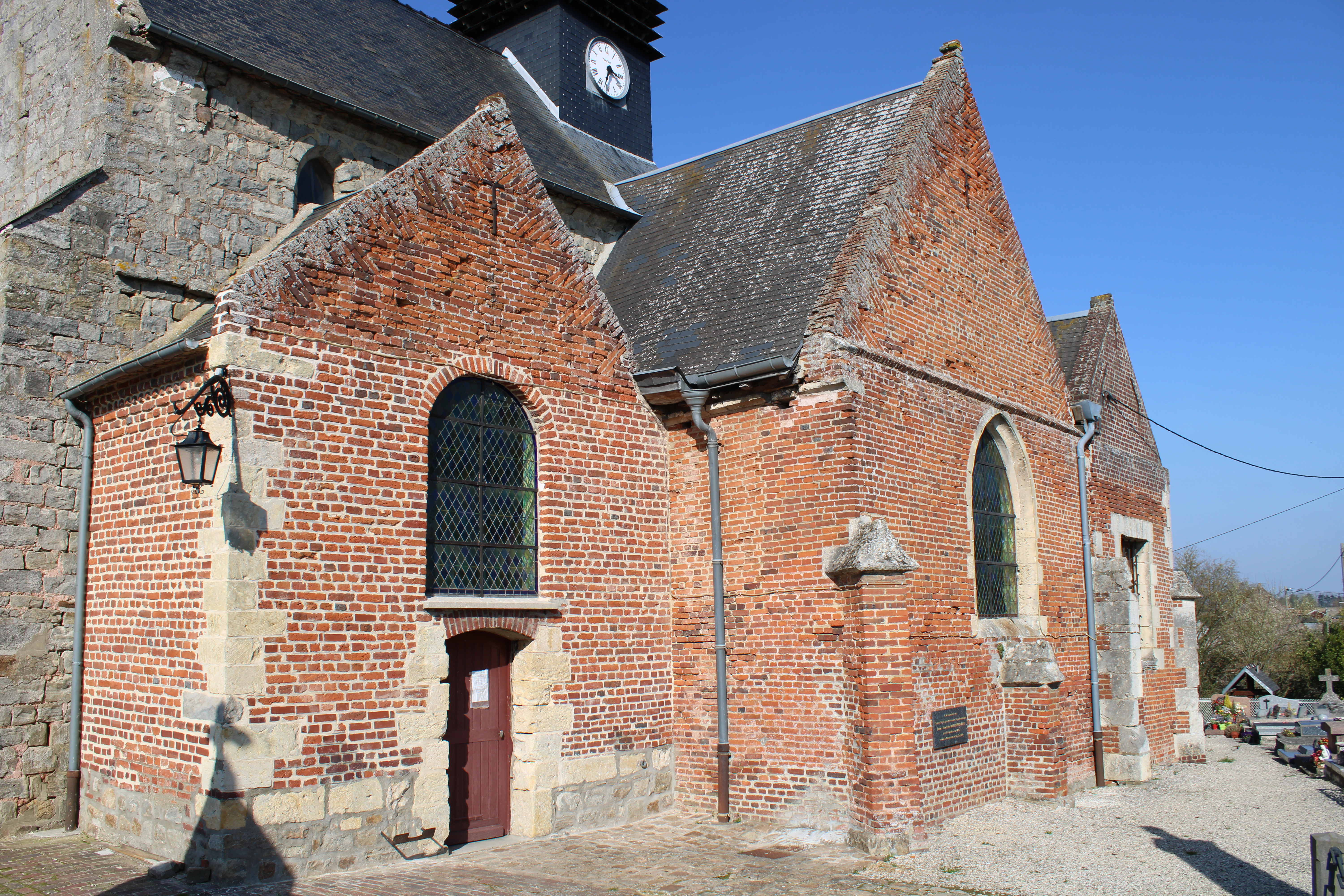
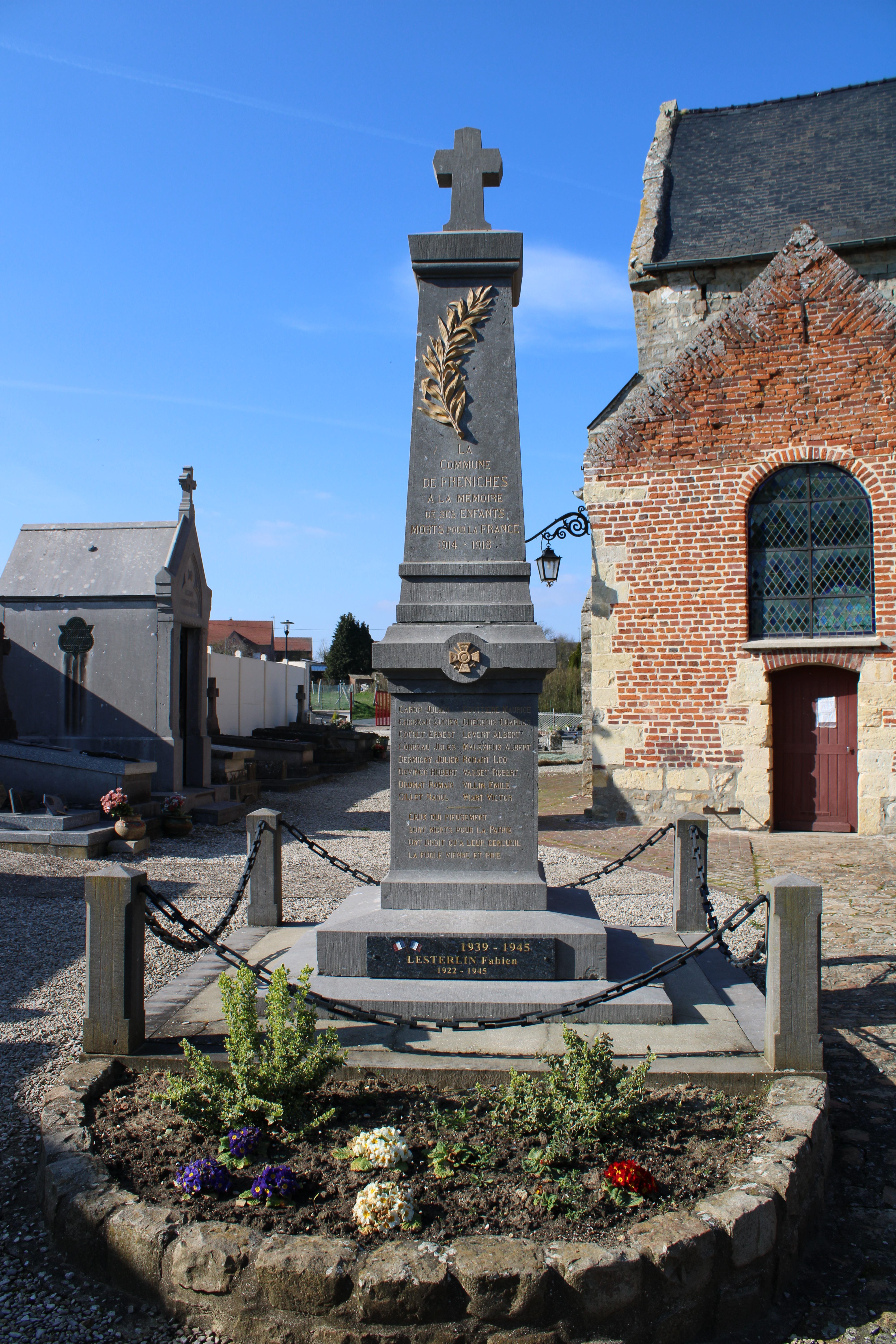
Le monument aux morts

## Pour approfondir